# Acanalonia servillei
Acanalonia servillei är en insektsart som beskrevs av Maximilian Spinola 1839. Acanalonia servillei ingår i släktet Acanalonia och familjen Acanaloniidae. Inga underarter finns listade i Catalogue of Life.